# واشینگتن هایتس (منهتن)

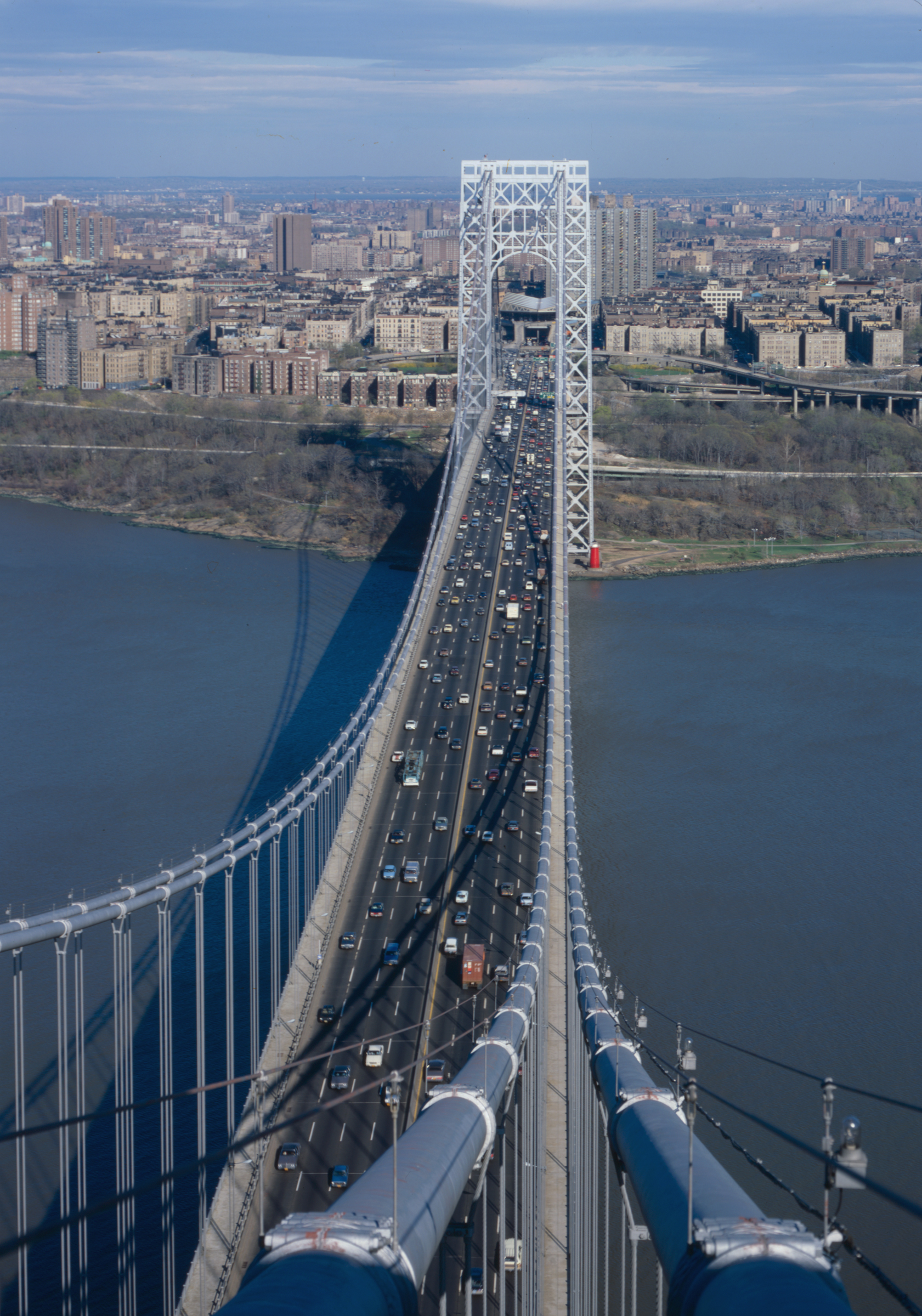
منظره واشینگتن هایتس از فراز پل جرج واشینگتن، پرترددترین پل وسایل نقلیه موتوری جهان.

واشینگتن هایتس (انگلیسی: Washington Heights) محله‌ای واقع در قسمت شمالی نیویورک و بخش منهتن است. این منطقه با ۱۵۰٬۰۰۰ ساکن تا تاریخ ۲۰۱۰, به نام فورت واشینگتن، قلعه‌ای در شمالی‌ترین بخش منهتن نامگذاری شده که قشون ارتش قاره‌ای در جریان جنگ انقلاب آمریکا، برای دفاع از منطقه در برابر نیروهای بریتانیایی ساخته بودند. واشینگتن هایتس از جنوب با هارلم از غرب با رود هادسون و از شرق با رود هارلم هم‌مرز است.
واشینگتن هایتس، که قبل از قرن بیستم به‌صورت پراکنده با عمارت‌های مجلل و خانه‌های تک خانواده‌ای پر جمعیت بود، در اوایل دهه ۱۹۰۰ به سرعت توسعه یافت زیرا از طریق خطوط مترو A, C و ۱ به بقیه منهتن متصل شد. این محله که به عنوان یک محله طبقه متوسط با بسیاری از مهاجران ایرلندی و اروپای شرقی آغاز شد، در نقاط مختلف محل سکونت جوامع یهودی آلمانی، یونانی‌های آمریکایی، پورتوریکویی‌ها، آمریکایی‌های کوبایی و آمریکایی‌های روسی بوده‌است. در طول دهه‌های ۱۹۶۰ و ۱۹۷۰، با افزایش جمعیت سیاه‌پوستان و لاتین تبار، ساکنان سفیدپوست شروع به ترک محله به سمت حومه‌های اطراف کردند. آمریکایی‌های دومینیکن در دهه ۱۹۸۰ با وجود مواجهه با مشکلات اقتصادی به گروه غالب تبدیل شدند و این محله را به جایگاه خود در قرن بیست و یکم به عنوان برجسته‌ترین جامعه دومینیکن در ایالات متحده رساند. در حالی که جرم و جنایت در طول بحران کراک کوکائین در دهه‌های ۱۹۸۰ و ۱۹۹۰ به یک موضوع جدی تبدیل شد، در دهه ۲۰۰۰ واشینگتن هایتس به جامعه ای بسیار امن تر تبدیل شد و شروع به تجربه برخی تحرکات صعودی و همچنین اصیل سازی کرد. واشینگتن هایتس در میان محله‌های منهتن به دلیل تراکم بالای مسکونی با وجود فقدان ساخت و ساز مدرن، متمایز است، به طوری که اکثر ساختمان‌های مرتفع آن متعلق به بیمارستان نیویورک-پرسبیتریان/مرکز پزشکی دانشگاه کلمبیا هستند. سایر مؤسسات آموزش عالی عبارتند از دانشگاه Yeshiva و کالج Boricua. این محله دسترسی سخاوتمندانه ای به فضای سبز در پارک فورت واشینگتن، پارک هایبریج، و پارک فورت تریون دارد که به ترتیب مکان‌های دیدنی تاریخی فانوس کوچک قرمز، برج آبی پل High Bridge و کلواسترها را در خود جای داده‌است. سایر نقاط دیدنی عبارتند از تراس Audubon، عمارت موریس-جومل، کاخ متحد، سالن رقص Audubon، و Fort Washington Avenue Armory. واشینگتن هایتس بخشی از منطقه ۱۲ منهتن است و کدهای پستی اصلی آن ۱۰۰۳۲، ۱۰۰۳۳ و ۱۰۰۴۰ است. این منطقه توسط بخش ۳۳ و ۳۴ اداره پلیس شهر نیویورک و شرکت‌های موتور ۶۷، ۸۴، و ۹۳ خدمات ارائه می‌شود. سازمان آتش‌نشانی شهر نیویورک از نظر سیاسی، بخشی از ناحیه ۷ و ۱۰ شورای شهر نیویورک است.

## تاریخچه
قبل از ورود اروپایی‌ها، سرخپوستان آمریکایی از دوره اولیه جنگل‌ها از این منطقه عبور می‌کردند. هایتس بخشی از بخش شمالی منهتن است که توسط Wecquaesgeeks (در اصل نامی برای این منطقه به معنای "کشور پوست درخت غان") سکنی گزیده بود، ۳ گروهی از Wappinger و یک مردم بومی آمریکایی Lenape. مسیر پر پیچ و خم برادوی در شمال خیابان ۱۶۸ و خیابان سنت نیکلاس به سمت جنوب آن، شاهد زنده‌ای از مسیر قدیمی Wecquaesgeek است که در امتداد دره هادسون از منهتن پایین تا آلبانی طی می‌کرد. در فلات غرب برادوی بین خیابان‌های ۱۷۵ و ۱۸۱، ساکنان در مزرعه‌ای که مستعمره‌نشینان هلندی به «مزرعه بزرگ ذرت» می‌شناسند، محصولات کشاورزی می‌کردند.
هلندی‌ها با ورود به سال ۱۶۲۳، ابتدا به عنوان شرکای تجاری با سرخپوستان آمریکایی کار می‌کردند، اما با گذشت زمان، با بومیان اغلب متقابل، دشمنی بیشتری پیدا کردند. لانگ هیل، در حالی که منطقه پارک فورت تریون به‌طور خاص نام «تپه جنگلی» را داشت. هیچ‌یک از زمین‌ها تا سال ۱۷۱۲ تحت مالکیت خصوصی نبود، زمانی که در بخش‌هایی به مالکان مختلف از روستای هارلم واگذار شد. به سمت جنوب.[۱۸]: ۷۴۵ حتی پس از تلاش‌های مکرر هلندی‌ها برای بیرون راندن آنها، از جمله جنگ خونین کیفت (۱۶۴۳–۱۶۴۵)، برخی از Wecquaesgeekها توانستند اقامت خود را در ارتفاعات واشینگتن حفظ کنند تا زمانی که هلندی‌ها مبلغی را برای آنها پرداخت کردند. آخرین ادعای زمین آنها در سال ۱۷۱۵ بود.
در طول کمپین نیویورک در جنگ انقلابی، ارتش قاره ای ژنرال جورج واشینگتن، پس از یک سری شکست در منهتن، پیروزی کوچک اما بسیار مورد نیاز را بر ارتش بریتانیایی در نبرد ارتفاعات هارلم به دست آورد. اندکی پس از پیروزی، ارتش قاره یکی از بدترین شکست‌های خود را در نبرد فورت واشینگتن متحمل شد، که در آن نزدیک به ۲۹۰۰ سرباز اسیر شدند. واشینگتن هایتس، با سایت مرکزی آن در پارک امروزی بنت (که در آن زمان به عنوان کوه واشینگتن شناخته می‌شد) چند ماه قبل در مقابل فورت لی، نیوجرسی برای محافظت از رودخانه هادسون در برابر کشتی‌های دشمن ساخته شد.

## نگارخانه

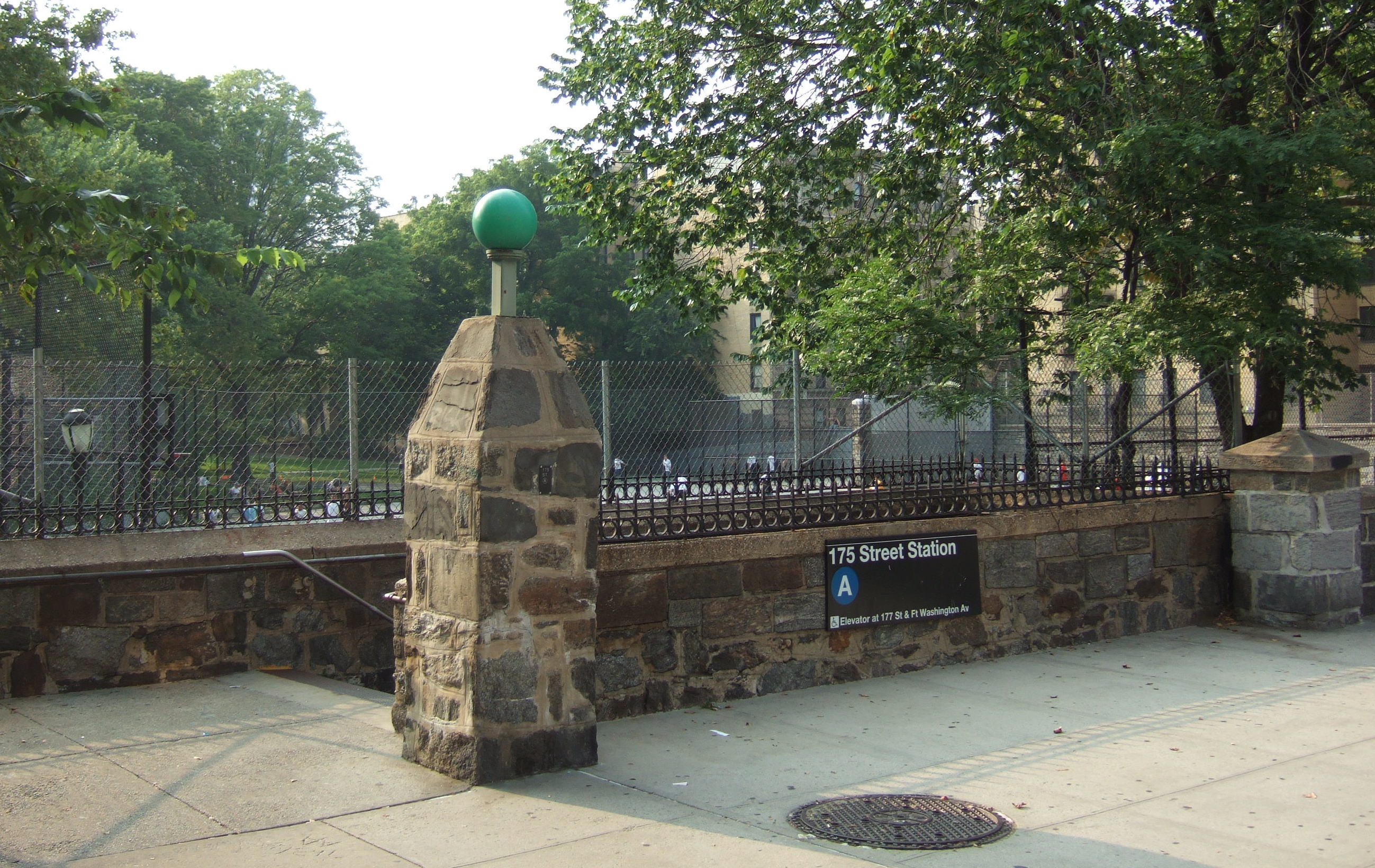
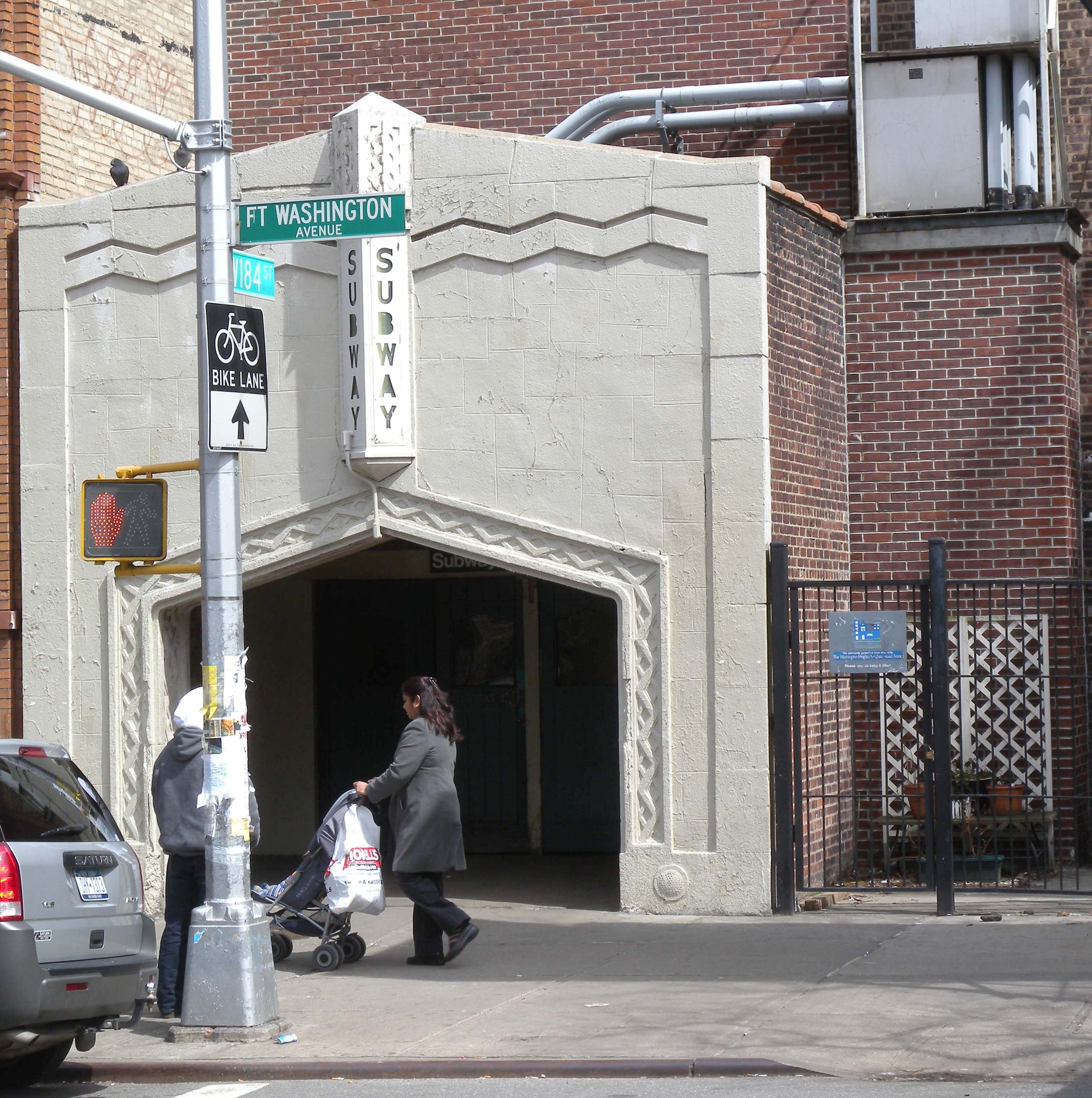
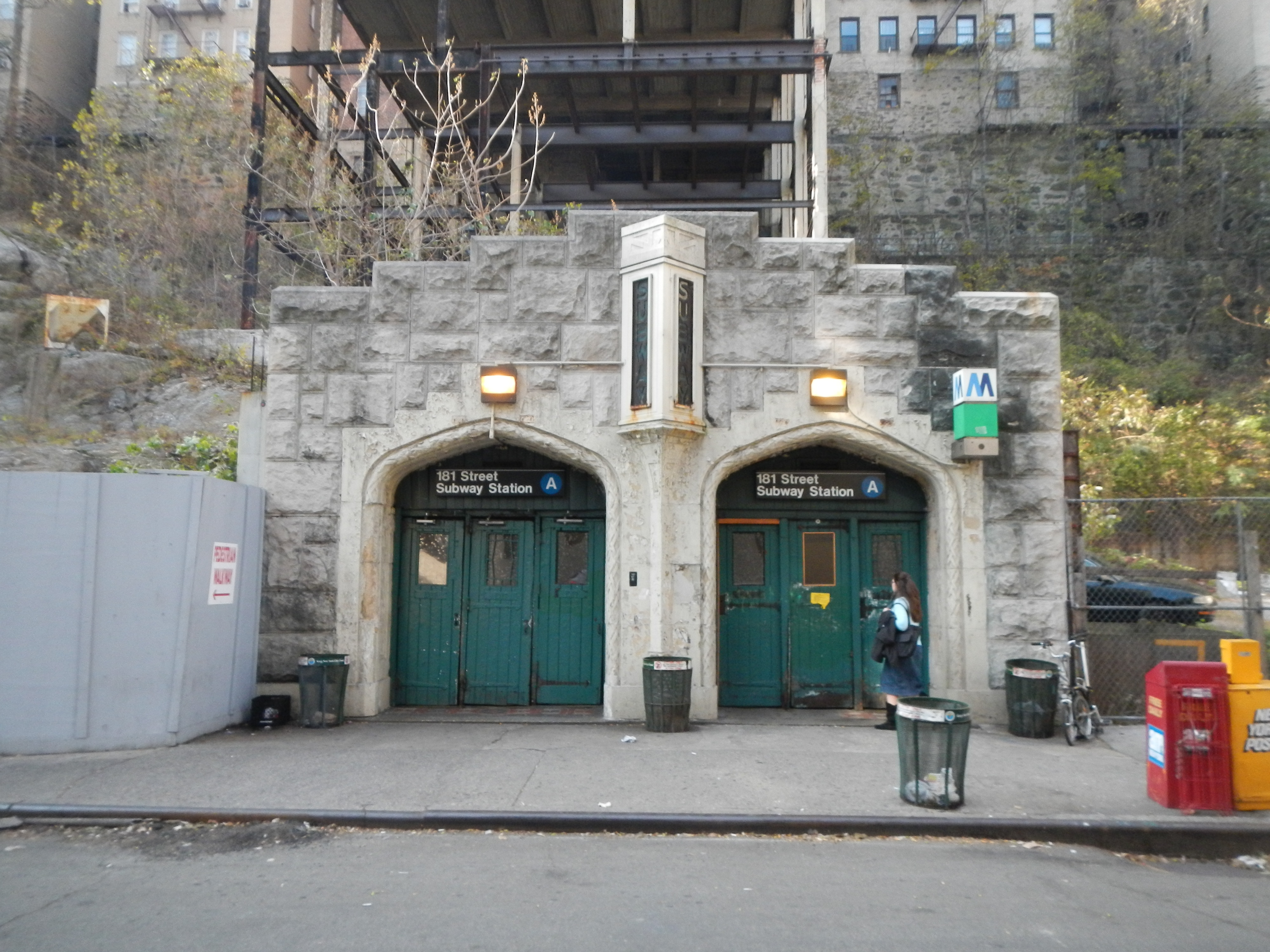
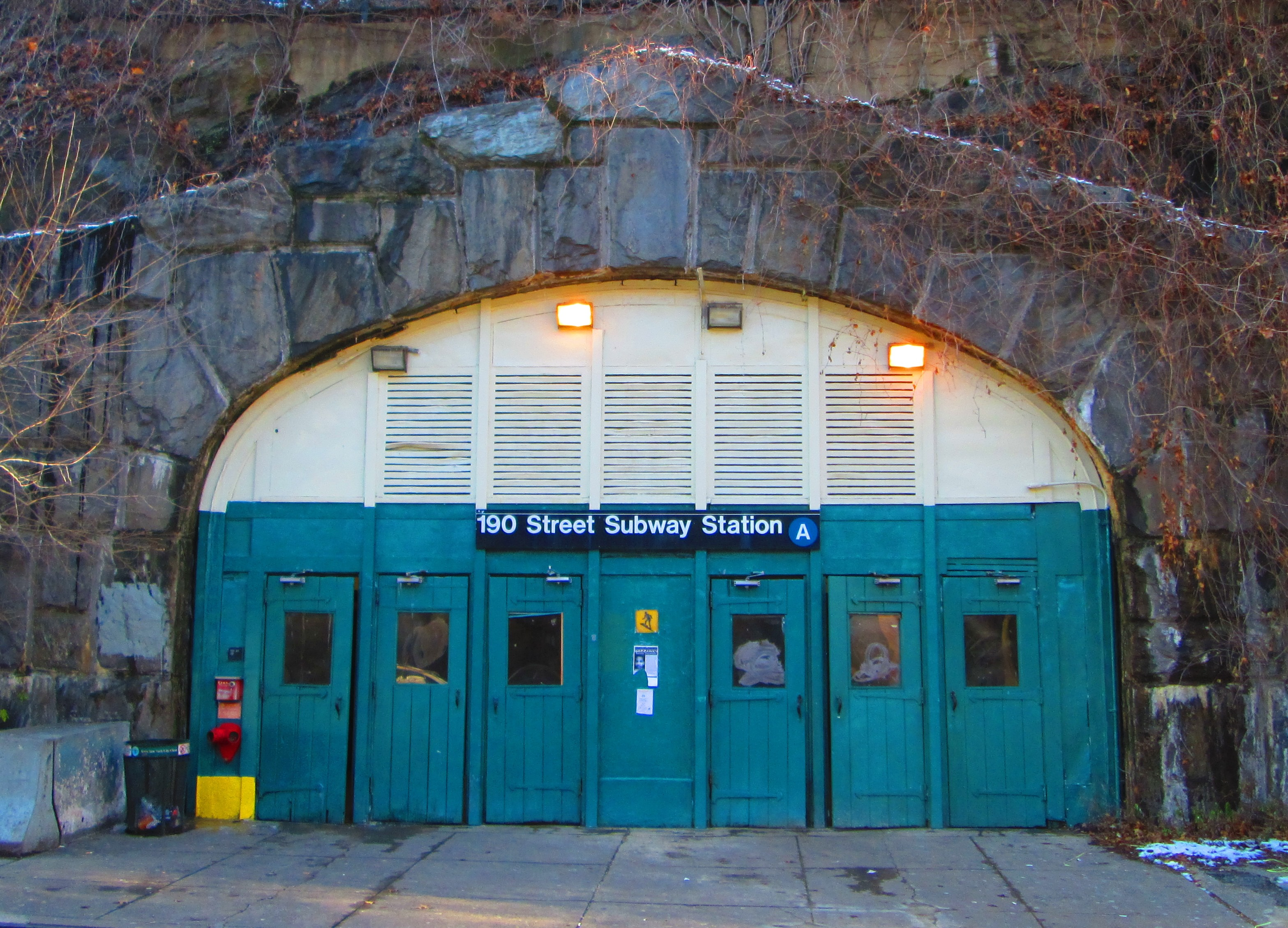
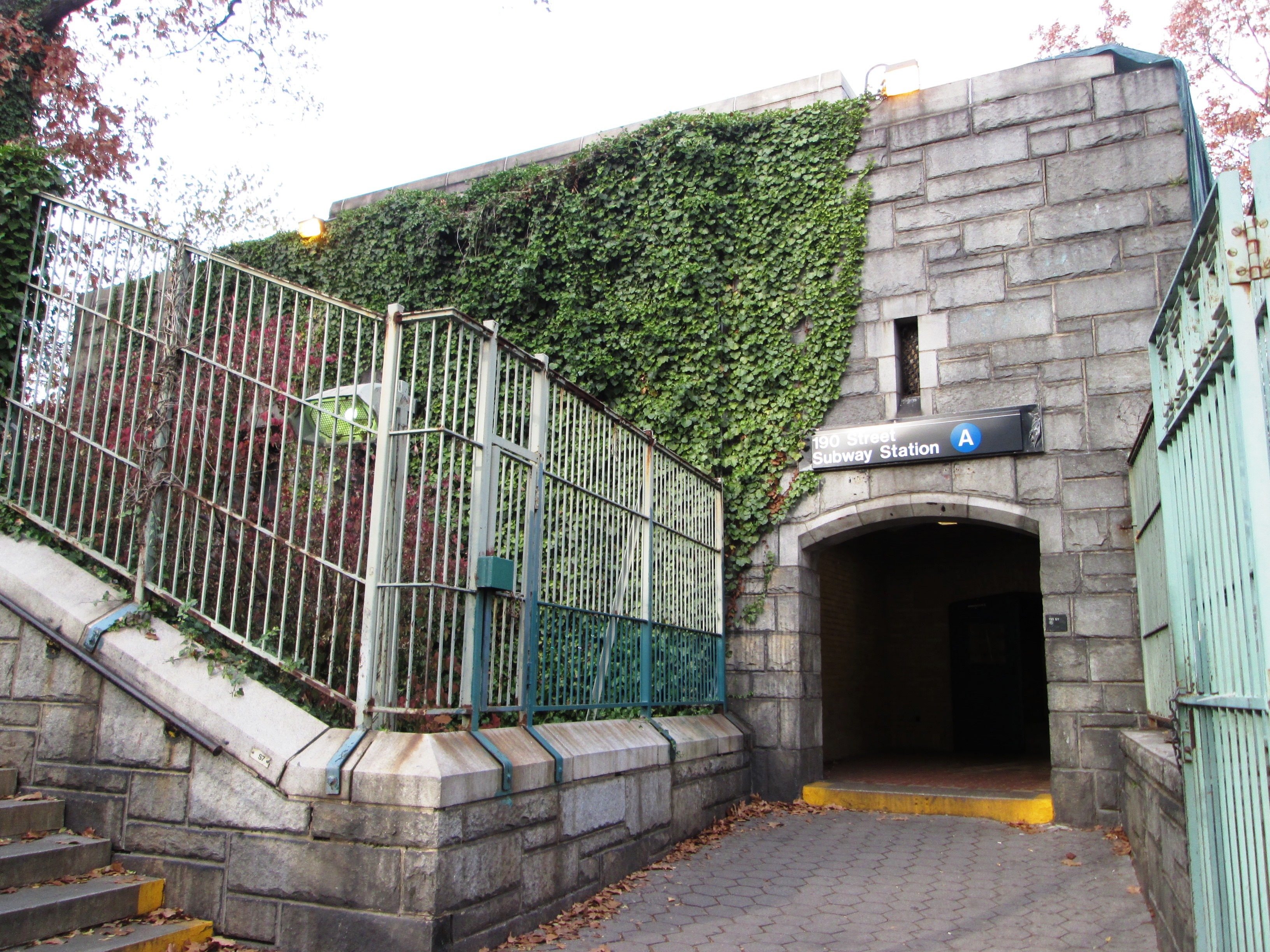
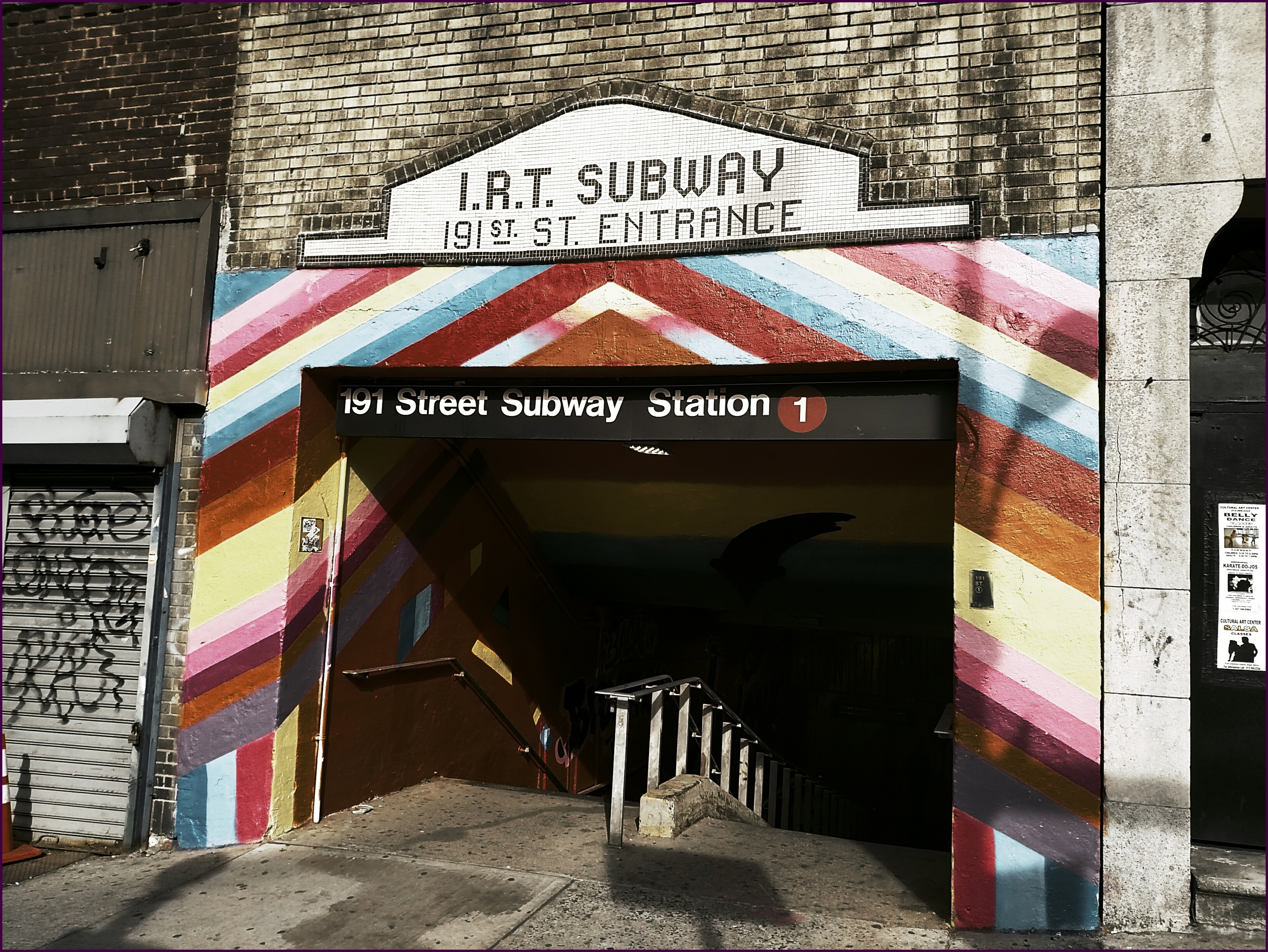